# 劉達 (弘治進士)
劉達（1465年—？年），字文顯，武骧左衛籍，山東濱州（今山东省濱州市）人，明朝政治人物，弘治己未進士。

## 生平
順天府鄉試第十四名舉人，弘治十二年（1499年）己未科會試第二百五名，二甲七十二名進士。初官刑部主事。正德二年（1507年）陞通政司右參議。歷右通政、左通政。正德十一年（1516年）升都察院左僉都御史、巡撫宣府。正德十四年（1519年）改任順天巡撫。正德十六年（1521年）四月，下獄。

## 家族
曾祖劉肆翁；祖劉八公；父劉能。母高氏；继母馮氏、梁氏。永感下。兄劉通。